# Anolis acutus
Anolis acutus este o specie de șopârle din genul Anolis, familia Polychrotidae, descrisă de Hallowell 1856. Conform Catalogue of Life specia Anolis acutus nu are subspecii cunoscute.